# Oak Knoll District of Napa Valley AVA
Oak Knoll District of Napa Valley AVA (anerkannt seit dem 25. Februar 2004) ist ein Weinbaugebiet im US-Bundesstaat Kalifornien und ist Teil der überregionalen Napa Valley AVA. Das Gebiet liegt am südlichen Ende des Napa Valley. Durch die Nähe zur Bucht von San Pablo profitiert das Weinbaugebiet ähnlich wie Los Carneros AVA von den kühlenden Morgennebeln und den frischen Meeresbrisen. Dadurch können sogar frühreifende Rebsorten wie Riesling und Pinot Noir gedeihen ohne jedoch besondere Finesse zu erreichen. Oak Knoll District ist hingegen für delikaten Chardonnay-Wein bekannt.